# Piazza Venezia
Piazza Venezia è una celebre piazza di Roma. È situata ai piedi del Campidoglio, dove si incrociano cinque fra le più importanti strade della capitale: via dei Fori Imperiali, via del Corso, l'asse via C. Battisti-via IV novembre-via Nazionale, l'asse via del Plebiscito-corso Vittorio e via del Teatro di Marcello.

## Descrizione

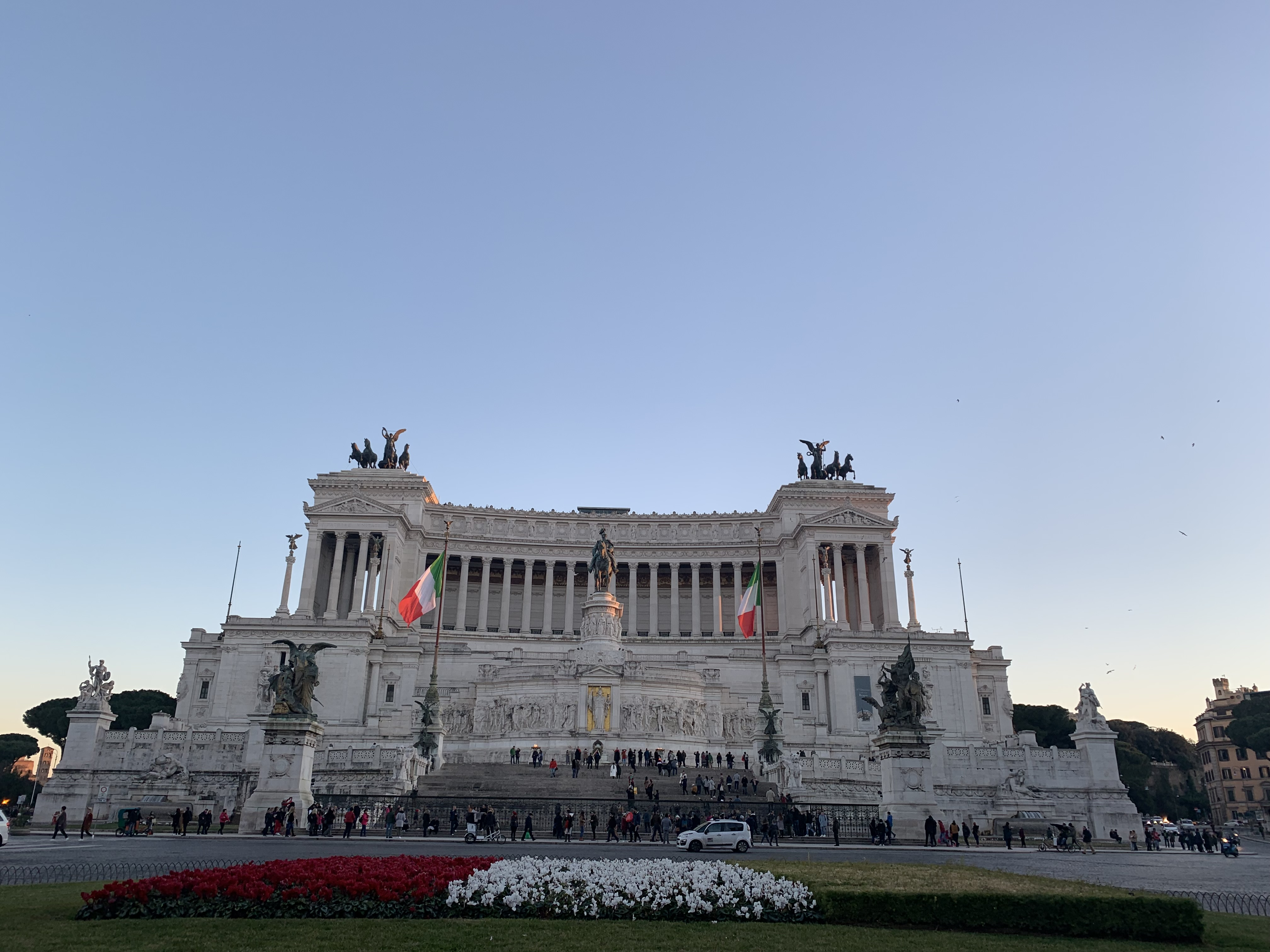
Il Vittoriano visto dalla piazza

La piazza è dominata dal Vittoriano, uno dei simboli patri italiani; tre palazzi monumentali la circondano negli altri lati. Il più antico è il quattrocentesco Palazzo Venezia, che dà il nome alla piazza e che è sede dell'omonimo museo nazionale. Gli altri palazzi sono il secentesco Palazzo Bonaparte e il Palazzo delle Assicurazioni Generali, costruito nei primi anni del Novecento.
Su piazza Venezia si incontrano i confini di tre rioni: ad ovest di essa si estende il rione Pigna, ad est il rione Trevi e a sud il rione Campitelli.
Le cinque importanti strade che si dipartono da piazza Venezia ne fanno un nodo fondamentale del tessuto urbano. La più antica è la centralissima via del Corso, che collega la piazza con la zona settentrionale della capitale. Il tracciato di via del Corso risale al 220 a.C. e ricalca quello della via Lata, tratto urbano della via Flaminia.
Nel periodo post-unitario furono tracciate due nuove strade convergenti sulla piazza. Nel 1879 fu aperta via Nazionale per collegare il centro con la zona della Stazione Termini e con i quartieri orientali della città; l'asse di via Nazionale raggiunge la piazza attraverso via Cesare Battisti. Nello stesso periodo fu aperto anche corso Vittorio, che conduce verso il Vaticano e i quartieri nord-occidentali; questo corso raggiunge la piazza attraverso la breve via del Plebiscito.
Nel ventennio fascista furono aperte altre due strade di grande comunicazione urbana, con inizio da piazza Venezia: la prima è via del Teatro di Marcello, aperta nel 1927, collega la piazza con il Tevere e costituiva il primo tratto della via del Mare, diretta verso i quartieri sud-occidentali, l'EUR e il litorale di Ostia. Nel 1933 fu aperta via dell'Impero, oggi via dei Fori Imperiali, diretta verso il Colosseo, il Laterano e i quartieri sud-orientali. Con l'apertura delle nuove quattro strade, piazza Venezia si trovò ad assumere l'attuale ruolo di snodo delle comunicazioni tra le varie parti della capitale.

## Toponimo
Prima di assumere il nome attuale, la piazza ebbe due altre denominazioni. Inizialmente era detta "di San Marco", per la vicinanza dell'omonima basilica.
Nel 1455, il cardinale Pietro Barbo fece costruire per sé un monumentale palazzo sul lato occidentale della piazza, demolendo gli edifici che ospitavano i cardinali del titolo di S. Marco. Il cardinale, poi divenuto papa con il nome di Paolo II, decise di collocare al centro della piazza una grande vasca di granito ritrovata alle Terme di Caracalla; da quel momento il luogo fu chiamato "piazza della Conca di San Marco". Papa Paolo III, della famiglia Farnese, nel 1545 fece spostare la vasca di granito in piazza Farnese, per riunirla a quella simile già lì presente.
Nel 1560, l'edificio fatto costruire da Pietro Barbo fu donato da papa Pio IV alla Repubblica di Venezia, che ne fece la sede della propria ambasciata presso lo Stato Pontificio, e per questo motivo da allora fu denominato Palazzo Venezia: la piazza assunse allora il suo nome attuale.

## L'ampliamento

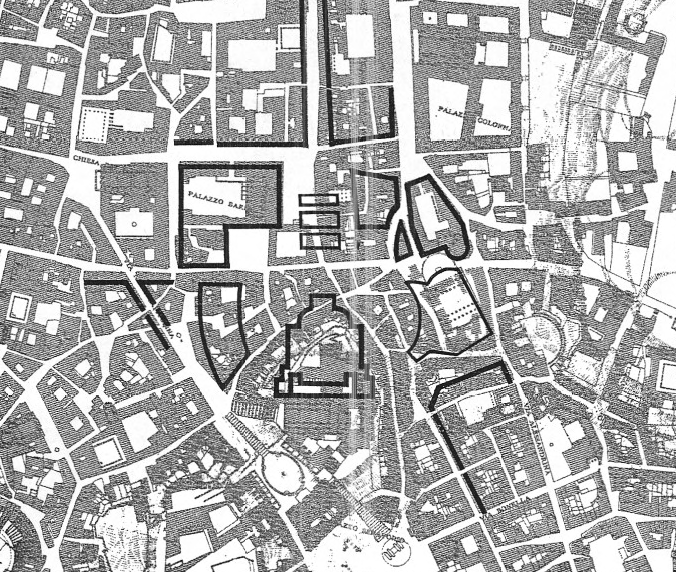
L'area delle demolizioni sul colle del Campidoglio a Roma su una mappa del 1870; sono segnati con linea nera l'erigendo Vittoriano e la futura piazza Venezia

Originariamente la piazza si estendeva solo nella metà occidentale di quella attuale e via del Corso iniziava dal suo angolo nord-orientale. Il suo aspetto odierno deriva largamente dagli interventi di demolizione e ricostruzione realizzati tra la fine dell'Ottocento e l'inizio del Novecento in seguito alla costruzione del Vittoriano, costruito a cavallo dei due secoli, dedicato al primo re d'Italia Vittorio Emanuele II. Il monumento è spesso identificato, per sineddoche, con l'Altare della Patria, che ne è la parte centrale e che accoglie dal 1921 il Milite ignoto.
Il primo concorso che fu indetto per il Vittoriano non ebbe seguito, anche perché il bando non aveva prescritto il luogo dove erigere il monumento. Era seguito un acceso dibattito per decidere il luogo di costruzione; scartando le altre proposte (piazza della Rotonda, piazza Esedra, piazza dei Cinquecento), nonostante la contrarietà di eminenti personalità della cultura del tempo si decise infine di costruire il monumento a ridosso del Campidoglio, luogo che da millenni era rappresentativo del potere romano. Ciò infatti avrebbe reso il Vittoriano non solo il memoriale del primo re d'Italia, ma il simbolo della Roma capitale (la terza Roma), vero contraltare di San Pietro, emblema della Roma papale, e del Colosseo, icona della Roma imperiale. Stabilito il luogo, fu quindi indetto un secondo concorso per il Vittoriano, vinto da Giuseppe Sacconi, che ebbe anche la direzione dell'immenso cantiere.
L'imponente monumento richiedeva uno spazio antistante di conveniente ampiezza; si decise quindi di ampliare piazza Venezia e di renderla simmetrica rispetto all'asse di via del Corso. L'ampliamento fu progettato nelle sue linee generali da Giuseppe Sacconi e definito poi da Guido Cirilli.
Dato che la piazza è dominata dalla bianca mole marmorea del Vittoriano, è necessario ricordare che il progetto originario del monumento prevedeva in realtà l'utilizzo di due pietre diverse: il marmo di Carrara per il sommoportico e il travertino per la restante parte. Il marmo di Carrara era previsto per richiamare i marmi bianchi che gli antichi romani usavano nelle costruzioni più rappresentative, e il travertino era parimenti pietra tradizionale degli edifici dell'antica Roma. Tuttavia, al momento della realizzazione, fu impiegato un solo marmo: il botticino, più facilmente modellabile e più economico del marmo di Carrara, il cui uso avrebbe comportato una spesa giudicata troppo elevata dalla Commissione Reale incaricata di seguire la realizzazione del monumento. La sostituzione delle due pietre scelte da Sacconi con il più economico botticino generò molte polemiche, anche perché il marmo proveniva dalle cave della provincia di Brescia, di cui era originario il ministro Giuseppe Zanardelli, che aveva apertamente dichiarato di voler favorire le industrie della zona.
L'allargamento e la simmetrizzazione della piazza non comportarono modifiche né sul lato nord né sul lato ovest, occupati rispettivamente da Palazzo Bonaparte e da Palazzo Venezia. Si decise invece la modifica del lato est della piazza: gli edifici presenti furono abbattuti e, su una linea più arretrata, fu costruito il Palazzo delle Assicurazioni Generali. Fu inoltre necessario intervenire anche sul lato sud, dove sorgeva il Palazzetto Venezia, che si decise di demolire e ricostruire nelle vicinanze, per permettere la visione del Vittoriano dalla piazza e da via del Corso. I lavori iniziarono alla fine dell'Ottocento e si conclusero nel 1911, anno in cui furono inaugurati sia il Palazzo delle Assicurazioni Generali, sia il Vittoriano.

### Palazzi demoliti o ricostruiti nelle vicinanze

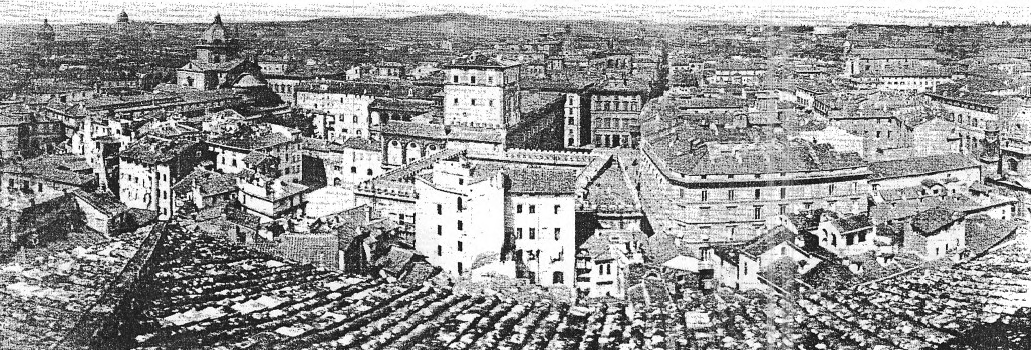
Piazza Venezia prima dell'ampliamento, visibile al centro dell'immagine (è lo spazio a destra di Palazzo Venezia, riconoscibile per la presenza di un torrione). Alla destra della piazza si vede Palazzo Torlonia, poi demolito, in una fotografia del 1870

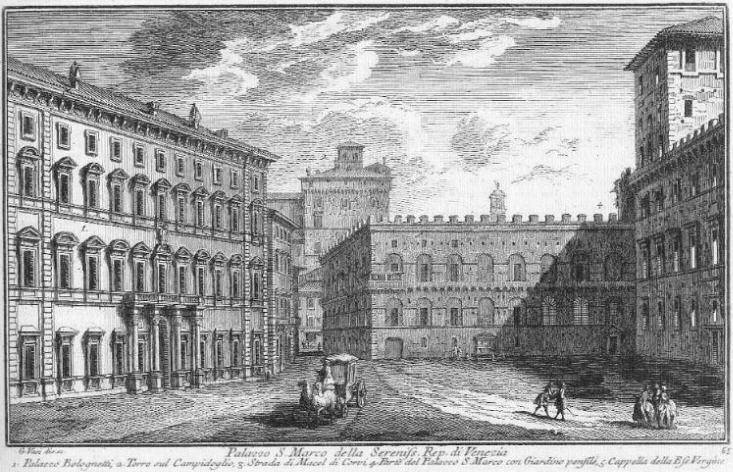
Veduta di Giuseppe Vasi (1761) che rappresenta la piazza prima dell'ampliamento. A fronte, il Palazzetto Venezia (ricostruito nei pressi); a sinistra il Palazzo Bolognetti-Torlonia (demolito); sullo sfondo, la Torre di Paolo III (demolita); sulla destra: Palazzo Venezia

Per realizzare l'ampliamento fu demolito Palazzo Bolognetti-Torlonia, che si affacciava sulla piazza ed era ritenuto uno dei più belli di Roma. I Torlonia lo avevano fatto erigere pochi decenni prima (nel 1827) al posto di Palazzo Bolognetti, a sua volta abbattuto. Il nuovo edificio era stato edificato in forme grandiose ed era stato fatto affrescare da uno dei più celebri pittori dell'epoca, Francesco Podesti; gli affreschi più significativi furono strappati dalle pareti e oggi sono conservati al Museo di Roma a palazzo Braschi. Il palazzo conteneva anche il gruppo scultoreo Ercole e Lica di Antonio Canova, oggi alla Galleria nazionale d'arte moderna della capitale.
Sullo stesso lato della piazza sorgevano altri due palazzi: il Paracciani-Nepoti e il Frangipane-Vincenzi, sullo stesso allineamento della palazzata orientale di via del Corso.
Tra gli edifici demoliti vi era la casa dove visse e morì Michelangelo Buonarroti; l'edificio non si trovava in piazza Venezia, ma nelle sue immediate vicinanze, in piazza Macel de' Corvi, anch'essa scomparsa nel corso della sistemazione dell'area. Nel 1871 era stata apposta una targa sulla casa che ospitò Michelangelo; dopo la sua demolizione fu spostata sul Palazzo delle Generali, sul lato che guarda verso il Vittoriano. Nella piazza è presente anche un'altra targa, che commemora Cesare Battisti; fu posta nel 1916 all'imbocco del primo tratto di via Nazionale, che in concomitanza fu intitolato al patriota ucciso dagli austriaci. 
Il Palazzetto Venezia era originariamente saldato all'angolo sudorientale di Palazzo Venezia, a destra della facciata della Basilica di San Marco. Poiché impediva la visione del Vittoriano dalla piazza, rappresentava un problema. Trattandosi di un edificio di grande valore storico ed artistico, non lo si volle però distruggere: il palazzetto fu smontato pezzo per pezzo e ricostruito con un intervento di anastilosi a sinistra della basilica. I lavori furono completati poco prima dell'inaugurazione del Vittoriano, nel 1911. 
Nel corso della sistemazione dell'area furono demolite anche la casa di Giulio Romano e quella ove aveva sede la bottega di Pietro da Cortona, che sorgevano non direttamente nella piazza, ma nelle sue immediate vicinanze.

## Interventi degli anni 1930

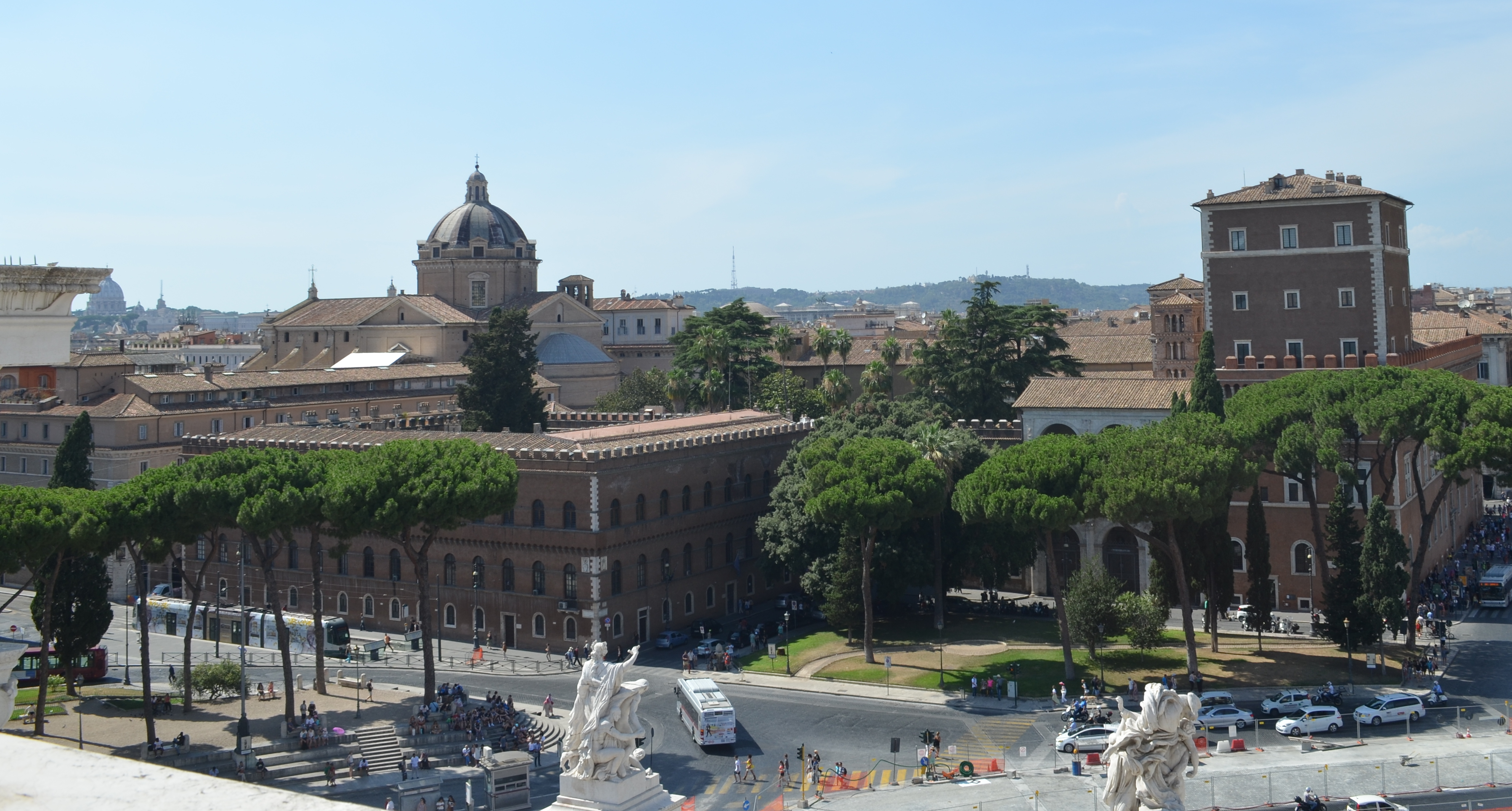
Particolare dell'esedra a gradoni (a sinistra) e del giardino pianeggiante (a destra) progettati da Raffaele De Vico, nei pressi della chiesa di San Marco. Sulla destra è visibile il Palazzetto San Marco.

Dopo l'ampliamento, la piazza divenne contigua a piazza della Madonna di Loreto e a piazza San Marco; si creò così un unico ambiente urbano, articolato nelle tre piazze.
All'inizio degli anni 1930, in occasione dell'apertura di via dei Fori Imperiali e di via del Teatro di Marcello, tutta questa vasta area fu sistemata, così come gli imbocchi delle due nuove vie. L'architetto paesaggista Raffaele De Vico, in collaborazione con l'archeologo Corrado Ricci, sistemò questi spazi a giardini, riuscendo a stabilire una simmetria rispetto all'Altare della Patria, nonostante la spiccata irregolarità degli spazi.
In particolare, furono quattro le zone verdi realizzate da De Vico: due in piano, di forma quadrangolare, davanti alle chiese di San Marco e della Madonna di Loreto, due ad esedra, con gradoni di travertino e pini italici, nei pressi degli imbocchi delle due nuove vie.
Il giardino pianeggiante di fronte alla chiesa della Madonna di Loreto è stato eliminato nel corso dei lavori della linea C della metropolitana, suscitando alcune polemiche. Ora al posto del giardino c'è una zona archeologica, con i resti dell'Athenaeum di Adriano.

## I palazzi della piazza attuale

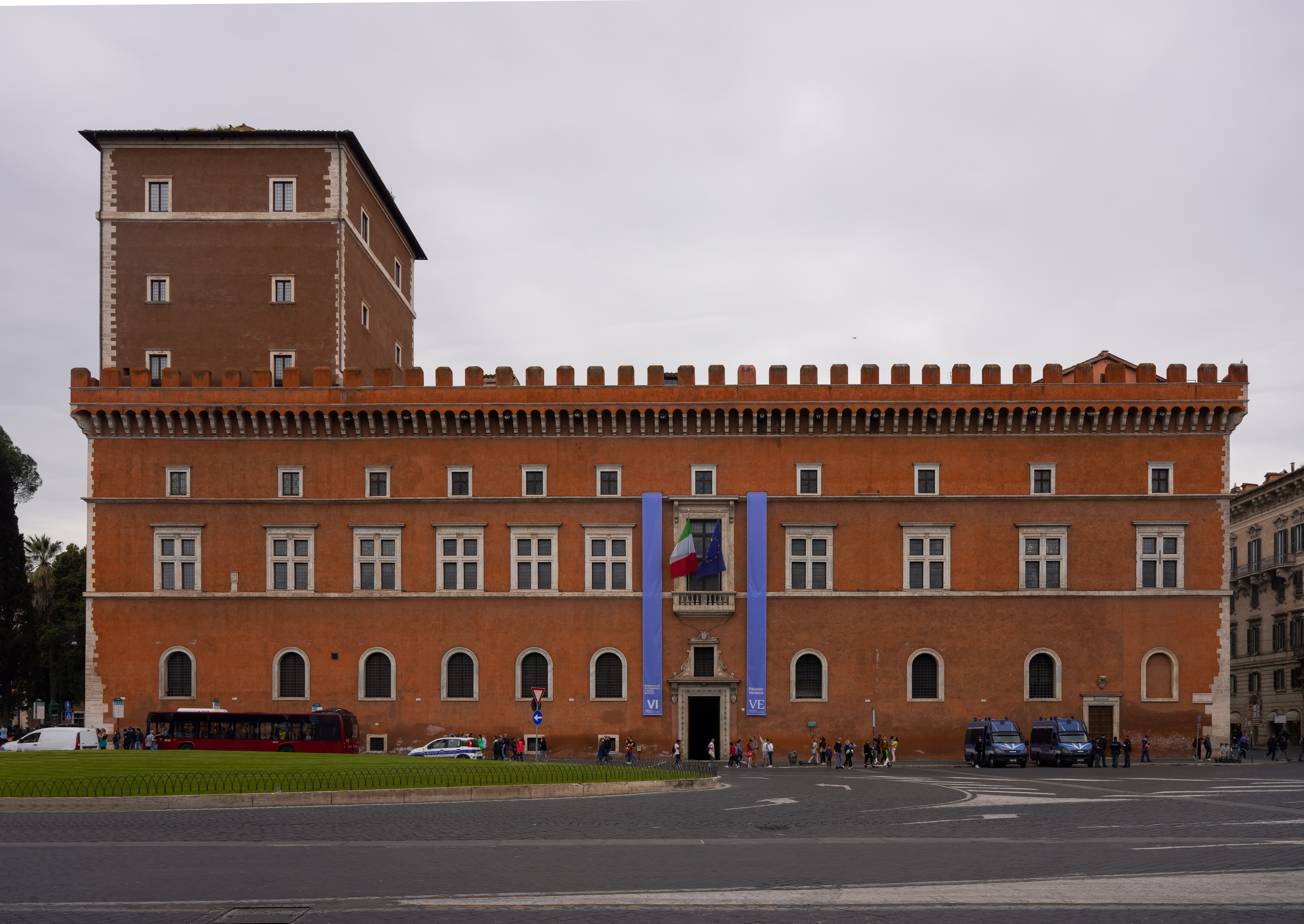
Palazzo Venezia

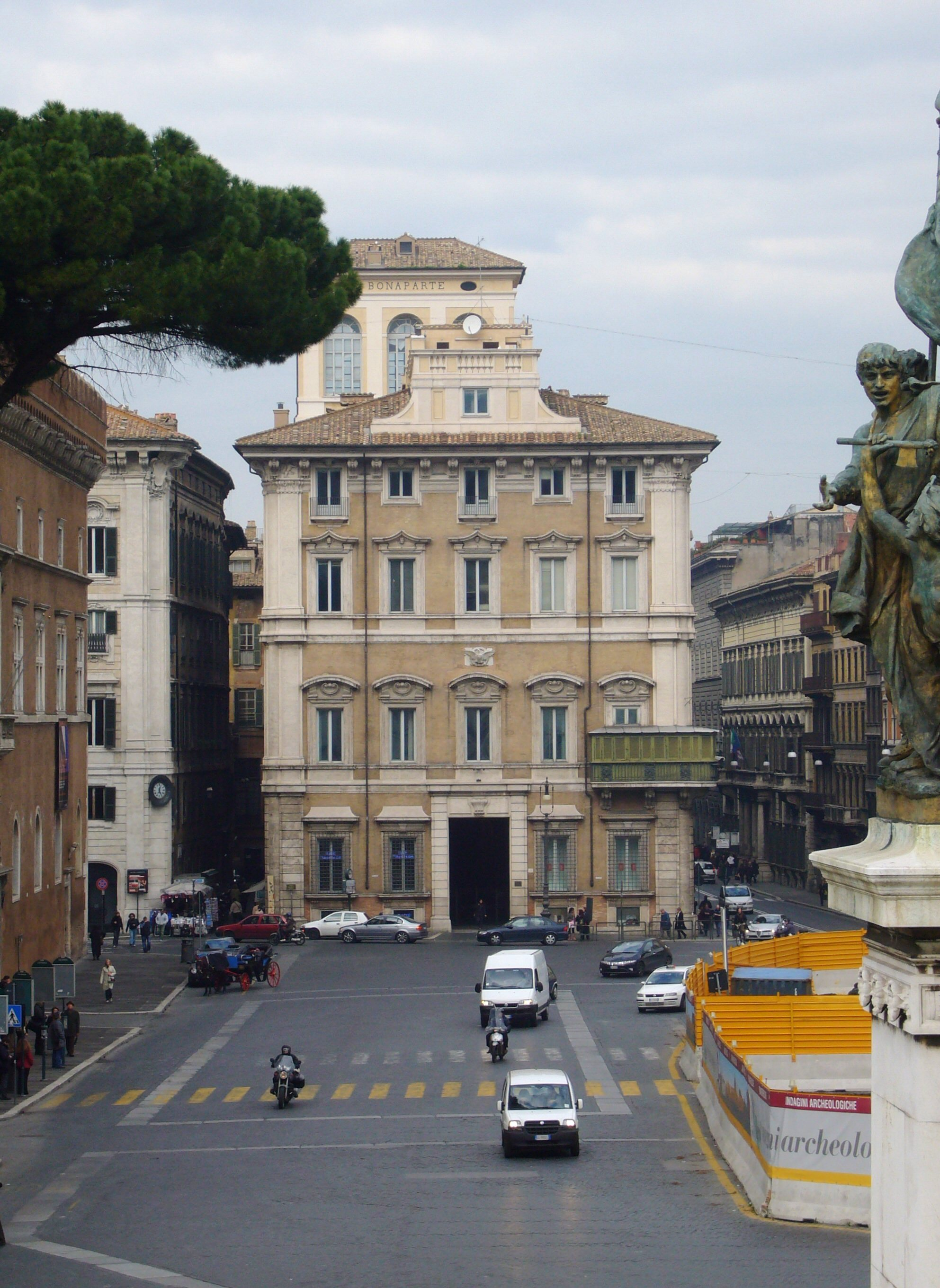
Palazzo Bonaparte, dove visse e morì Maria Letizia Ramolino, madre di Napoleone

Il lato ovest della piazza è costituito dalla facciata di Palazzo Venezia, che fu inizialmente sede pontificia: papa Giulio II assisteva dal balcone del palazzo alla corsa dei cavalli barberi, che fino al 1883 si disputava lungo via del Corso e terminava nei pressi della piazza, nella scomparsa via della Ripresa dei barberi. Successivamente, dal 1564 al 1797, ospitò la rappresentanza veneziana presso lo Stato Pontificio; il suo nome attuale risale a quest'epoca. 

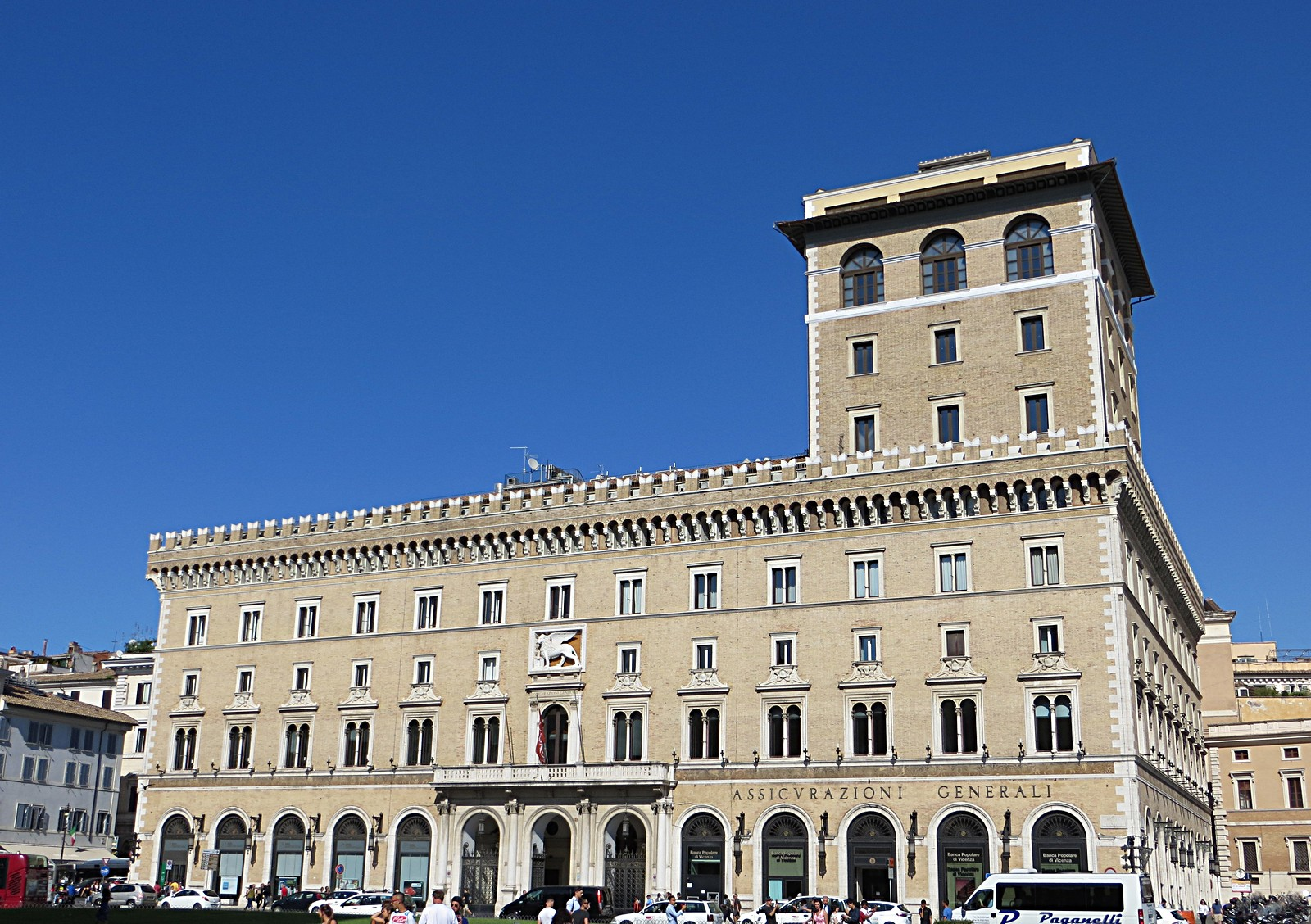
Palazzo delle Assicurazioni Generali

Quando il Congresso di Vienna assegnò agli Asburgo i territori della Serenissima, anche il palazzo seguì la stessa sorte e fu sede dell'ambasciata dell'Impero austro-ungarico fino al 1915, quando fu confiscato dallo Stato italiano.
Nel 1929 Benito Mussolini lo scelse come sede della Presidenza del Consiglio dei ministri; dal balcone pronunciava i suoi discorsi alle "adunate oceaniche" fasciste. Per questa ragione, la piazza, che in quegli anni era sentita come il centro della città, fu proclamata "Foro d'Italia" ovvero "Foro Italico". Dal balcone del palazzo, verso la piazza gremita di folla, furono annunciati alla nazione alcuni eventi che hanno segnato la storia italiana del Novecento: il 9 maggio 1936 la proclamazione dell'Impero e, il 10 giugno 1940, l'entrata nella Seconda guerra mondiale. 
Oltre a Palazzo Venezia, della sistemazione originaria della piazza si è conservato sul lato nord il Palazzo Bonaparte, dove visse dal 1818 fino alla morte Letizia Ramolino, madre di Napoleone. Dietro il balconcino coperto (detto "mignano") che ancora oggi si nota sull'angolo con via del Corso, la vecchia signora - che faceva vita ritiratissima - passava le giornate osservando la vita della piazza sottostante (allora assai più stretta e irregolare). Quando, in età avanzata, divenne cieca, non rinunciò al suo passatempo, e si faceva raccontare la vita di strada dalla sua governante.
A Giuseppe Sacconi, oltre che la forma attuale della piazza, si deve anche l'idea iniziale del Palazzo delle Assicurazioni Generali, situato di fronte a Palazzo Venezia, da cui riprende l'altezza, la larghezza, il tipo di coronamento e la presenza della torre, per ragioni di simmetria. Il progetto del palazzo fu poi elaborato da Guido Cirilli, che disegnò l'aspetto neo-rinascimentale delle facciate, originale rispetto al palazzo che lo fronteggia. Anche i dettagli in ferro della facciata, ossia i candelabri, i lampioni e le inferriate del piano terra, sono dovuti al disegno di Cirilli, così come gli arredi originali dei negozi del piano terra, compresi quelli del famoso "Gran Caffè Faraglia", che con il suo modernismo liberty divenne un modello per i caffè di tutto il paese. Si trovava all'angolo tra la piazza e via Battisti e chiuse nel 1933.
L'edificio è ornato da un grande leone marciano di età rinascimentale, un tempo collocato sul torrione del Portello Novo delle mura di Padova a simbolo del dominio della Serenissima su quella città; nel 1797 le milizie francesi lo lanciarono nel canale sottostante la fortificazione e da lì venne recuperato decenni dopo, per poi essere acquistato e collocato sulla facciata, ad ornamento di questa piazza romana.

## Nella cultura di massa

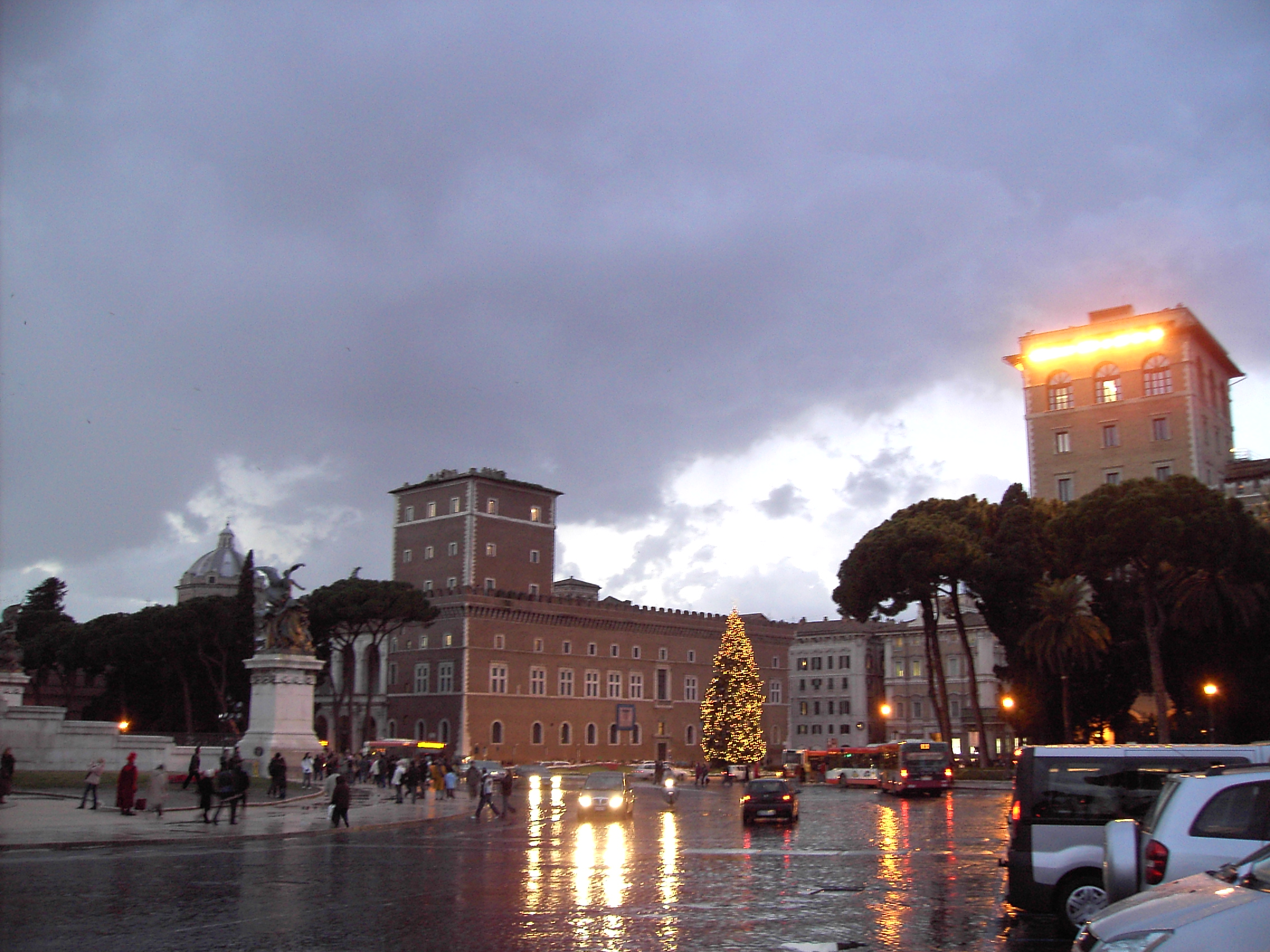
La piazza nel periodo natalizio

Durante il periodo delle festività natalizie, nell'aiuola al centro della piazza è collocato un grande albero di Natale, che a causa dei lavori di costruzione della nuova linea metropolitana dal 2006 al 2012 è stato invece allestito in piazza del Colosseo, di fronte all'uscita della metro Colosseo.
All'incrocio con via del Corso si trova una pedana rialzata per i vigili urbani, che è stata elemento di ispirazione per molti film e spot pubblicitari, da Vacanze romane di William Wyler (1953) a To Rome with Love di Woody Allen (2012); quest'ultimo ha diretto la scena iniziale con Pierluigi Marchionne, effettivo vigile della Polizia di Roma Capitale.
In previsione del 150º anniversario dell'Unità d'Italia, che si celebrò nel 2011, all'inizio di settembre 2009 era stato proposto un nuovo nome per la piazza, che sarebbe divenuta «piazza dell'Unità d'Italia»; la proposta fu poi bocciata.

## Galleria d'immagini

La piazza gremita di folla, nel giorno della cerimonia di inaugurazione del Vittoriano (4 giugno 1911)
La piazza nel giorno della tumulazione del Milite Ignoto (4 novembre 1921)
Mussolini proclama la nascita dell'Impero da Palazzo Venezia (9 maggio 1936)
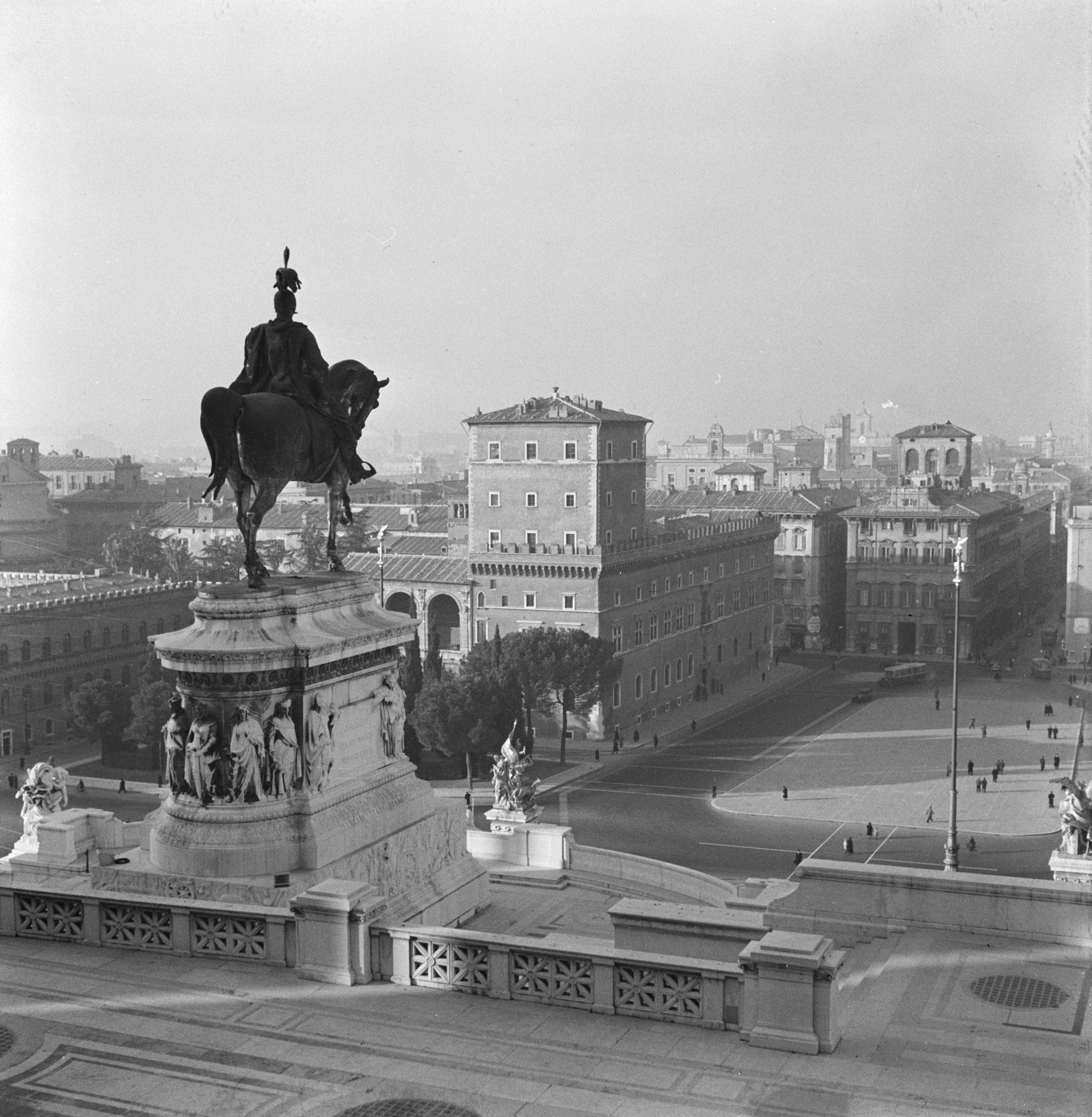
La piazza nel 1937, con la zona pedonale centrale
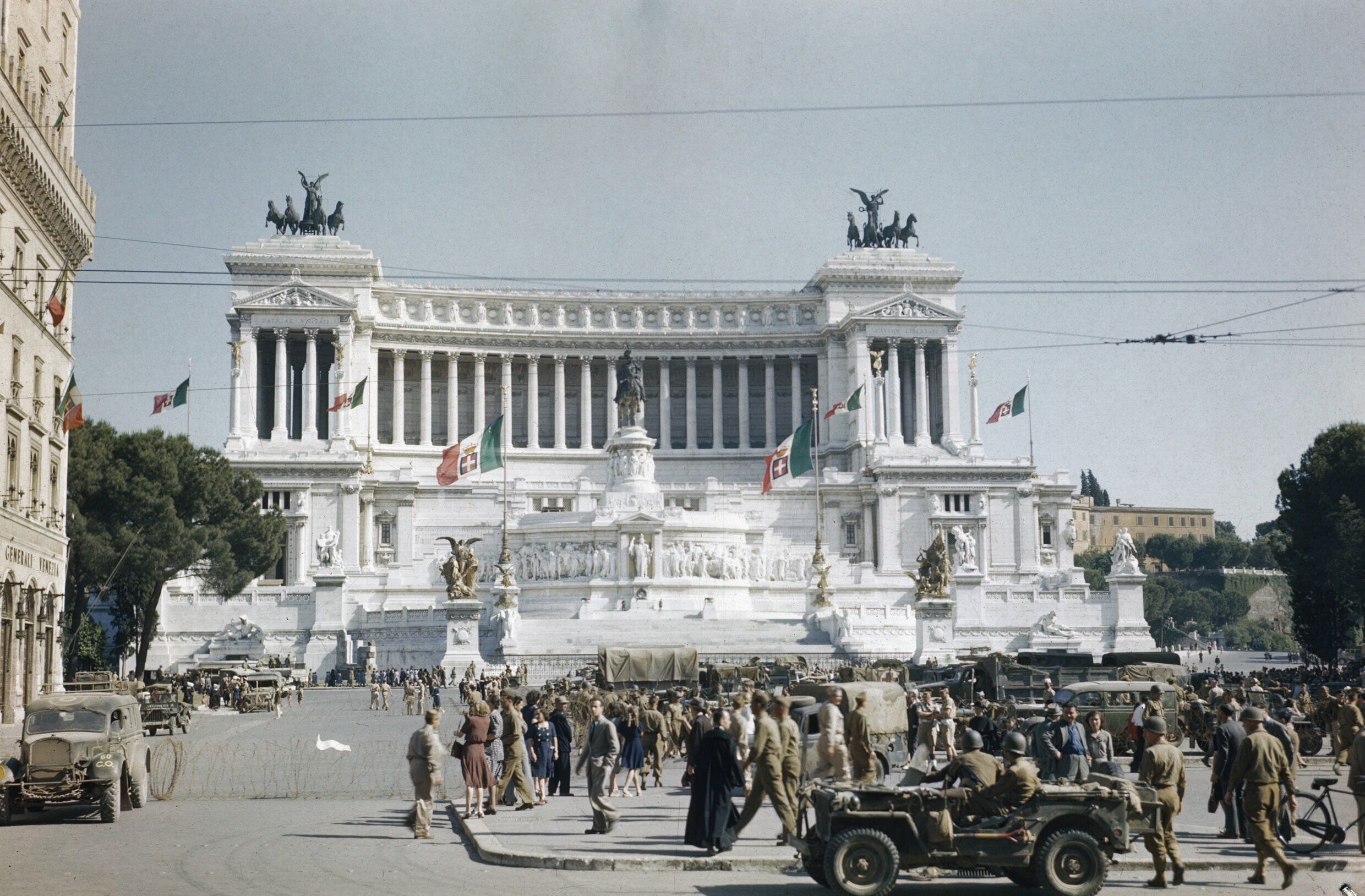
Truppe alleate nella piazza dopo la liberazione di Roma (giugno 1944)
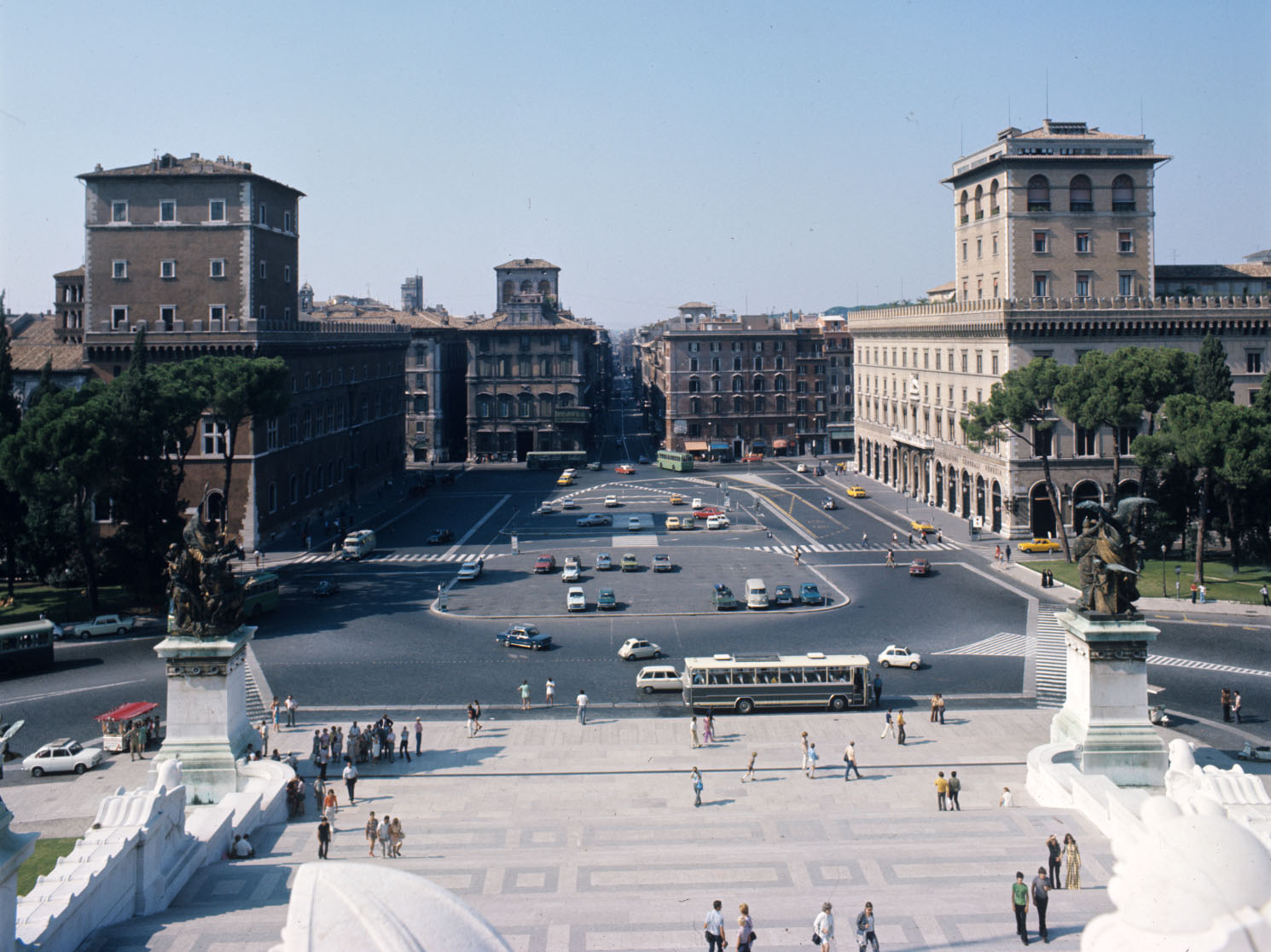
La piazza nel 1972, con un parcheggio centrale
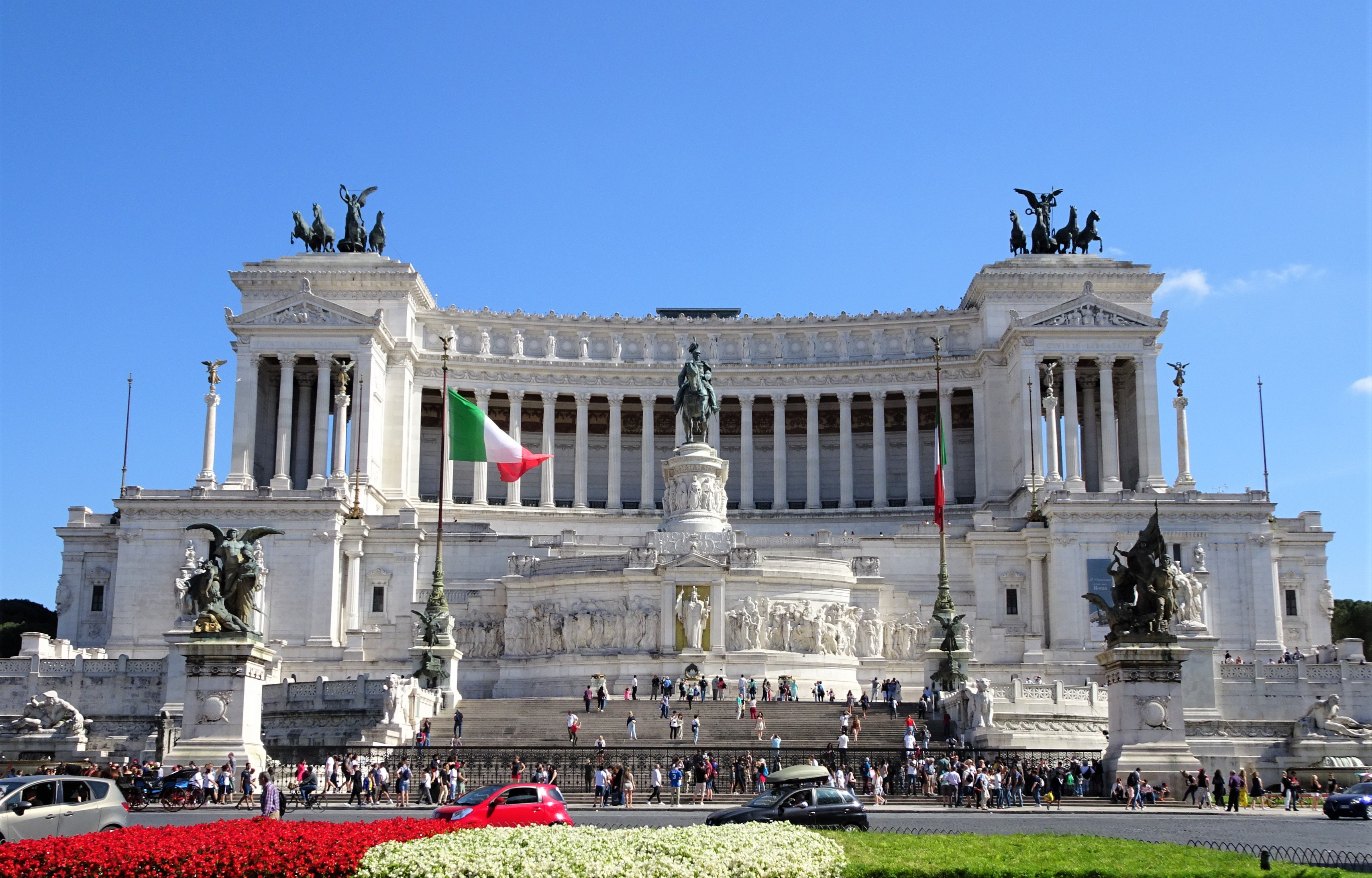
Aspetto attuale: al centro si trova un'aiuola, in cui, con piante e fiori, è realizzato il Tricolore
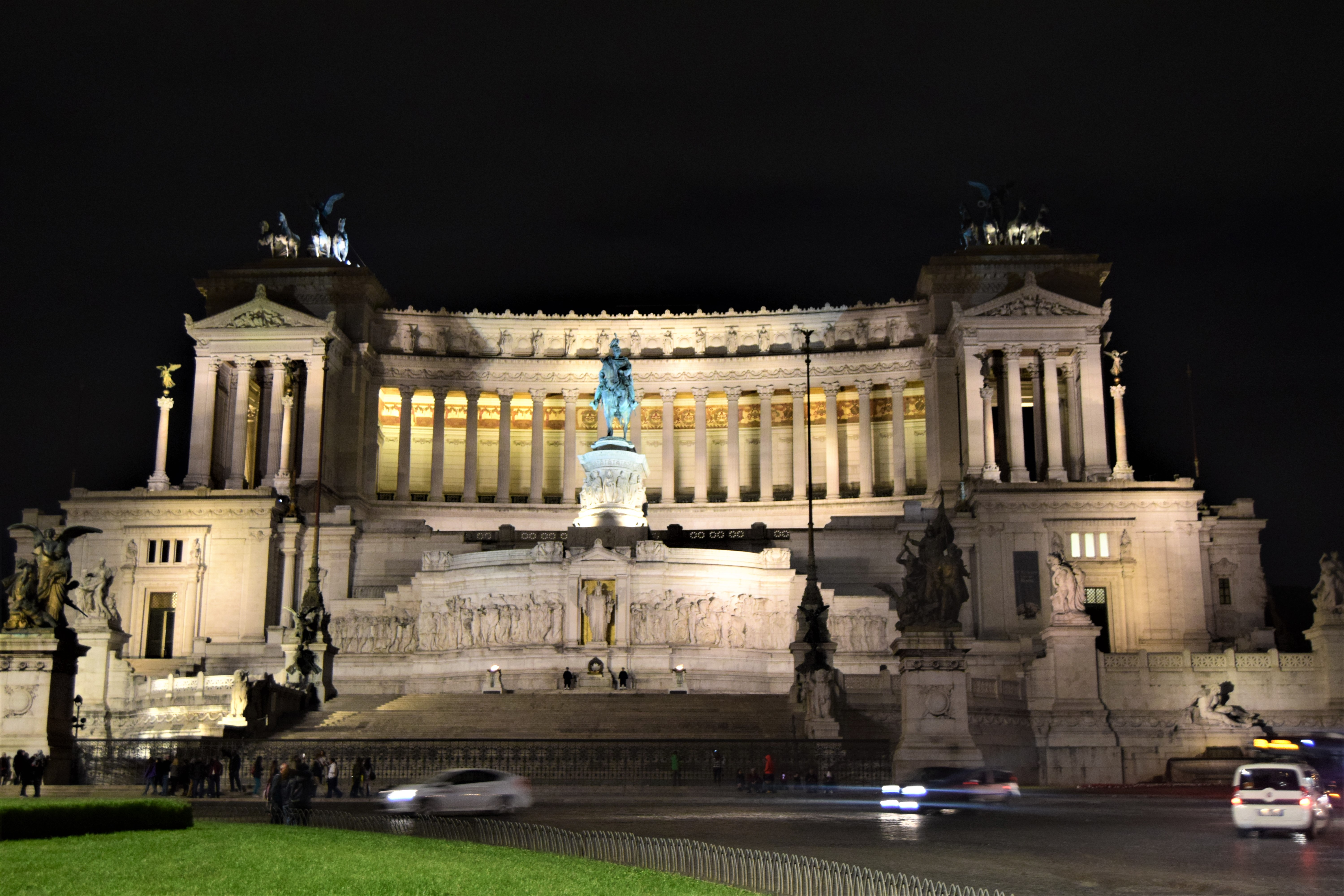
Visione notturna (2018)